# چیکاگه آواشیما
چیکاگه آواشیما (ژاپنی: 淡島 千景 Awashima Chikage; ۲۴ فوریهٔ ۱۹۲۴ – ۱۶ فوریهٔ ۲۰۱۲) هنرپیشه اهل کشور ژاپن بود. وی بازیگری را از دههٔ ۵۰ میلادی آغاز کرد و در آن دهه حضوری فعال در سینما داشت. از فیلم‌هایی که در آن نقش‌آفرینی کرده، می‌توان اوایل تابستان را نام برد. او در ۱۶ فوریه ۲۰۱۲ در سن ۸۷ سالگی بر اثر سرطان درگذشت.